# محلة (السدة)

تعديل مصدري - تعديل

محلة محلة تابعة لقرية ذي الدرم، التابعة لعزلة بني الحارث بمديرية السدة إحدى مديريات محافظة إب في الجمهورية اليمنية.، بلغ تعداد سكانها 25 حسب تعداد اليمن لعام 2004.